# Elefante blanco

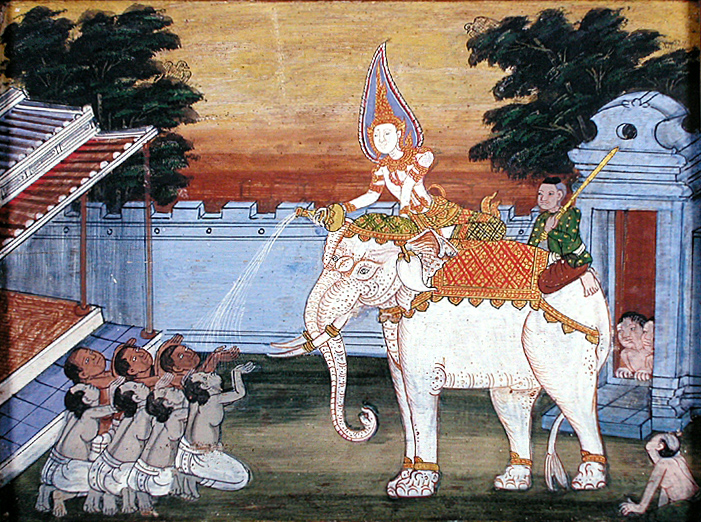
Un elefante blanco de la realeza.

Un elefante blanco (también elefante albino) es un tipo de elefante poco común.  Aunque a veces se describe como blanco níveo, su piel es normalmente marrón-rojiza, volviéndose rosa cuando está mojada. Tiene pestañas rubias.

## Cultura tailandesa
En la antigua Siam, ahora llamada Tailandia, los elefantes blancos son sagrados, un símbolo de poder real, ya que todos los que son descubiertos son regalados a reyes (normalmente es ceremonial; no son capturados): cuantos más elefantes tenga el rey, mayor será su estatus. El rey Bhumibol Adulyadej, quien reinó hasta finales de 2016, tenía diez. Esto es considerado un gran logro, aunque posiblemente se deba a las comunicaciones modernas.

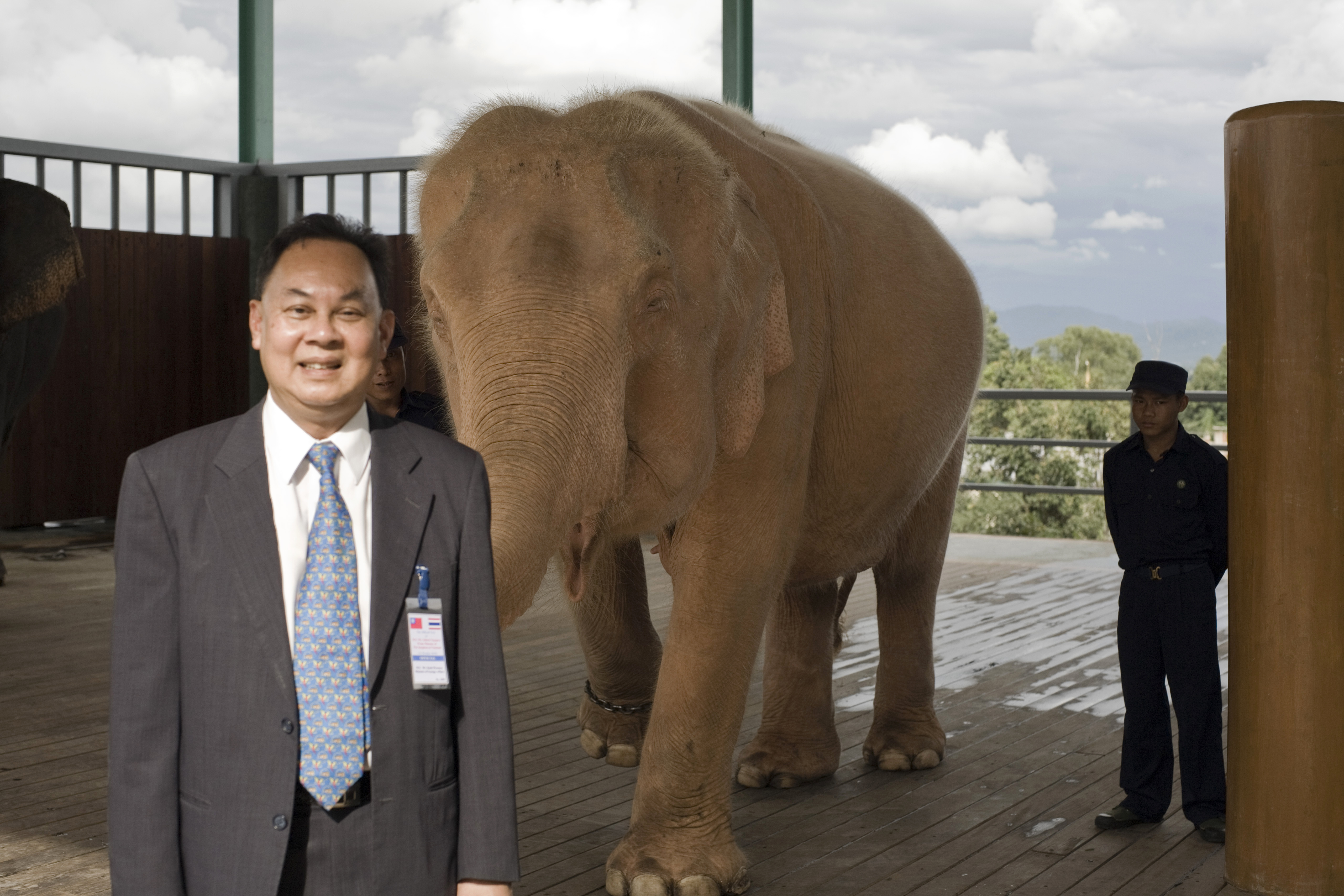
Un elefante blanco en Myanmar